# Andrew Wakefield
Andrew Jeremy Wakefield (født 1957) er en miskrediteret britisk læge, der bedst kendt for sit bedrageriske studie fra 1998, der påstod at der var en sammenhæng mellem MFR-vaccine og autisme, og for sin efterfølgende antivaccine-aktivisme. Omtalen af studiet foråsagede en kraftig nedgang i vaccineudbredelse, hvilket ledte til udbrud af mæslinger flere steder i verden.
Wakefield udgav en videnskabelig artikel, der påstod en ny form for enterokolitter havde en sammenhæng med autisme i det prestigefyldte lægetidsskrift The Lancet. Andre forskere var ude af stand til at reproducere Wakefields resultater, og en undersøgelse fra 2004 udført af rapporteren Brian Deer fra Sunday Times afslørede at Wakesfield havde en skjult finansiel interessekonflikt i forskningsresultatet. De fleste af Wakefields medforfattere trak deres støtte til studiets konklusion tilbage.
Det britiske General Medical Council (GMC) udførte en en undersøgelse af videnskabelig uredelighed af Wakefield og to af hans tidligere kolleger, der fokuserede på Deers forskningsresultatet. I 2010 konkluderede GMC at Wakefield havde været uærlig i sin forskning, havde handlet mod sine patienters bedste og fejlbehandlet udviklingsmæssigt tilbagestående børn, og havde "mislykket i sine pligter som en ansvarlig konsulent". The Lancet trak Wakefields artikel fra 1998 tilbage på baggrund af GMC's konklusioner, og noterede at dele af artiklen var blevet forfalsket, og at tidsskriftet var blevet bedraget af Wakefield. Three months later, Wakefield was struck off the UK medical register, due in part to his deliberate falsification of research published in The Lancet, og han blev udelukket fra at praktisere medicin i Storbritannien. I forhold til juridiske beslutninger, så var den britiske domstol udtalelse at "der er ingen respektable institutioner der støtter Dr. Wakefields hypoteser om, at MFR-vaccine og autisme har en sammenhæng".
Tidsskriftet British Medical Journal beskreve Wakefields arbejde som "omfattende bedrageri". Efterfølgende undersøgelser af Deer viste, at Wakefield havde planlagt at profitere på frygt for MFR-vaccine fremprovokeret af hans artikel ved at danne en et firma, der kunne tilbyde "retsags-drevne tests". Wakefields studie og hans påstand om at MFR-vaccine kan give til autisme ledte til fald i antallet af vaccinationer i USA, Storbritannien og Irland, og medfølgende udbrud af mæslinger og fåresyge. Hans fortsatte påstande om, at vaccine skulle være skadelig har bidraget til mistro overfor alle typer vacciner, og genopblusning af tidligere kontrollerede sygdomme. Wakefield forsvarer fortsat sin forskning og dens konklusioner, og påstår at det ikke er bedrageri eller drevet af profit.